# 顕広王
顕広王（あきひろおう）は、平安時代後期の貴族。正親正・顕康王の子。官位は正四位下・神祇伯。白川伯家の祖。

## 経歴
父・顕康王は村上源氏の右大臣・源顕房の猶子となり源氏を称した。顕広王も当初は源氏を称したが、のち擬制的に祖父・康資王の子となり、花山天皇裔の三世王となった（実系では花山天皇の五世孫）。当時、諸王は三条天皇の子孫を最後に天皇家からの分出は絶えて四世王以下となっており、三世王格の顕広王は世数の面で他の諸王に優っていた上に、長寿を保ったことから、諸王の筆頭として事実上の王氏長者（王氏是定）の地位を確立した。
従五位下に叙爵後、永治元年（1142年）正月に正親正に任ぜられる。同年11月に近衛天皇の大嘗会に伴う叙位にて子息の実広王が王氏爵で叙爵していることから、このころ顕広王は事実上の王氏長者になったと想定される。
二条朝末の長寛3年（1165年）神祇伯となるが、五位での任官は史上初めてであり、以後白川伯王家が神祇伯を世襲することとなった。その後も、高齢にかかわらず伊勢奉幣使の使王を務めて伊勢神宮に赴くなど一線で活躍し、仁安元年（1166年）正五位下、仁安2年（1167年）従四位下と昇進を続け、仁安4年（1169年）正四位下に至った。
安元2年（1176年）神祇伯の官職を子息の仲資王に譲り、安元3年（1177年）出家。最終官位は前神祇伯正四位下。治承4年（1180年） 7月19日卒去。享年86。
顕広王の破格の栄進については、顕広王の自身の実力もさることながら、当時の権力者である後白河法皇や源頼朝からの信望が厚かった弟の天台座主・公顕の寄与もあったと想定される。
日記『顕広王記』がある。

## 官歴
- 時期不詳：従五位下
- 永治2年（1142年） 正月23日：正親正[3]
- 久安4年（1148年） 正月28日：兼丹波権介、見従五位上[5]
- 長寛3年（1165年） 正月23日：神祇伯[3]
- 仁安元年（1166年） 11月：正五位下[6]
- 仁安2年（1167年） 2月11日：従四位下[6]
- 仁安4年（1169年） 正月6日：正四位下[7]
- 安元2年（1176年） 12月5日：辞神祇伯（男仲資王譲）[7]
- 安元3年（1177年） 2月20日：出家（前神祇伯正四位下）[7]
- 治承4年（1180年） 7月19日：卒去[7]

## 系譜
注記のないものは『尊卑分脈』による。
- 父：顕康王
- 母：藤原敦憲の娘
- 妻：大江秀宗の娘
  - 長男：顕綱王 - もと顕行王
- 室：藤原能忠の娘
  - 二男：仲資王（?-1222）
- 生母不明の子女
  - 男子：顕経王
  - 男子：全顕
  - 男子：顕尊
  - 女子：信子女王 - 六条天皇即位時の左褰帳の典侍、高倉院典侍